# آکواریوم استانبول
آکواریوم استانبول از جمله جاذبه‌های گردشگری شهر استانبول است گه در سال ۲۰۱۱ تأسیس شد.
در این آکواریوم، با بازسازی محیط زیستیِ بیش از ۱۷۰۰۰ موجود آبزی و غیر آبزی در ۱۷ نقطه مختلف، این موجودات را در نهایت شباهت با محیط اصلی، به نمایش گذاشته‌اند.

## تونل بازدید
در مسیر این تونل که طول آن بیشتر از یک کیلومتر می‌باشد. بخش‌های مختلفی دیده می‌شود. در ابتدا، آبزیان مختلفی از سراسر دنیا هستند و پس از آن محیط بازسازی شده جنگل‌های خیس آمازون قرار دارد. که در آن موجوداتی مانند مارهای سمی آمازون و دیگر موجودات زندگی می‌کنند. که برای بازدیدکنندگان قابل مشاهده است. در ادامه مسیر قسمت‌های گوناگونی وجود دارد که هر کدام جاذبه‌ها و ویژگی‌های مربوط به خود را دارا می‌باشد؛ اما ویژگی مشترک همهٔ آنها همخوانی محیط با آب و هوای منطقه است به‌طور مثال اگر در بخش جنگل‌های آمازون بارش رخ دهد در قسمت مربوط به این جنگل هم بر اساس تنظیمات آب‌وهوایی بارش رخ می‌دهد.

## تنوع زیستی
در آکواریوم ۱۷۰۰۰ موجود آبزی و غیر آبزی نگهداری می‌شود که شامل بیش از ۱۵۰۰ گونه مانند ماهی‌ها، کوسه‌ها، خزندگان و غیره می‌شود. تعدادی از گونه‌هایی که در این آکواریوم می‌توان با آنها رو به رو شد عبارت‌اند از ماهی‌مرکب، کوسه‌ماهی، سفره‌ماهی، بادکنک‌ماهی، پنگوئن‌های جنتو و چندین گونه دیگر.

## نگارخانه

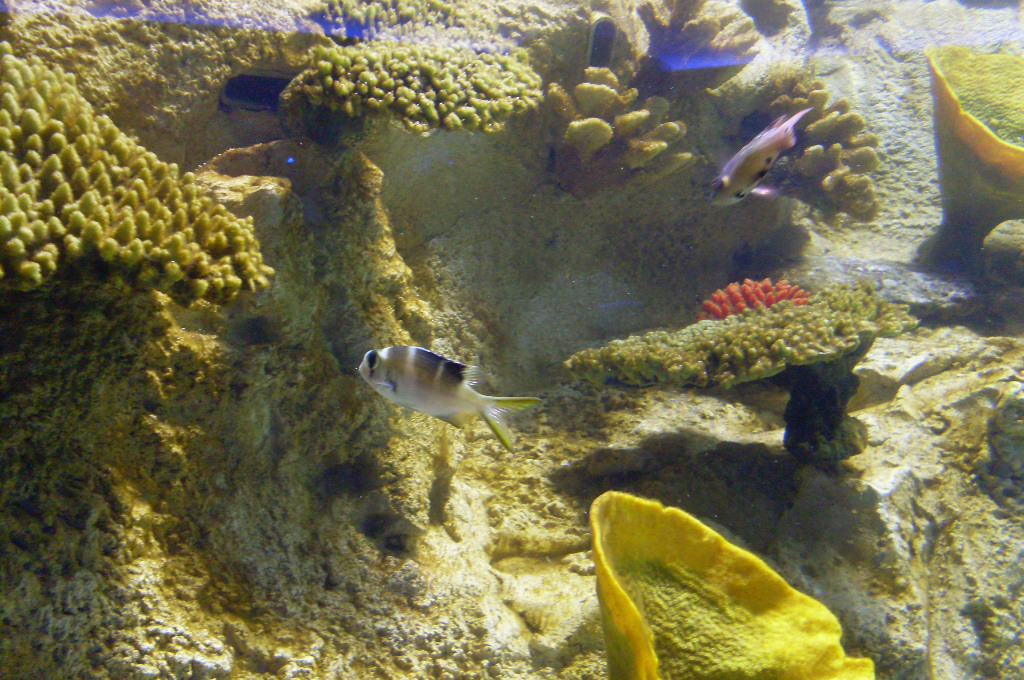
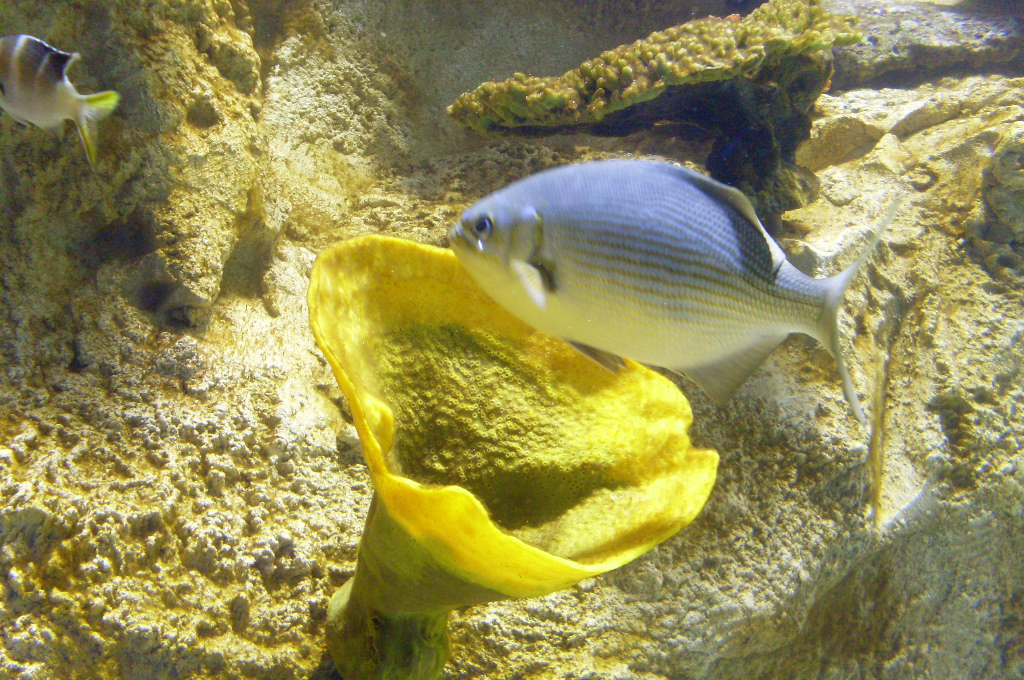
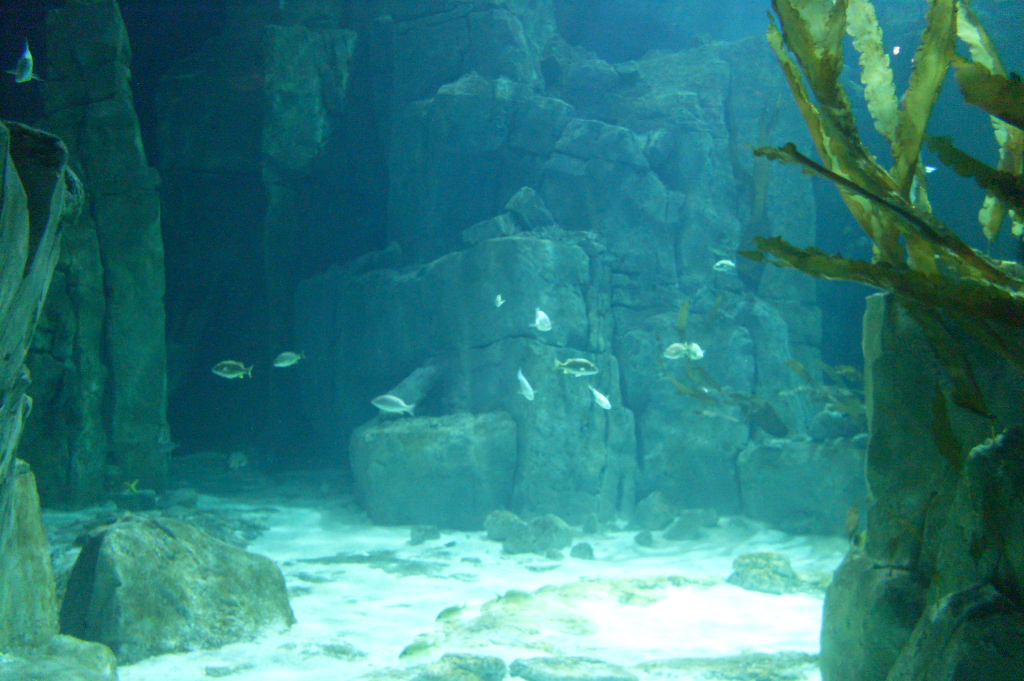
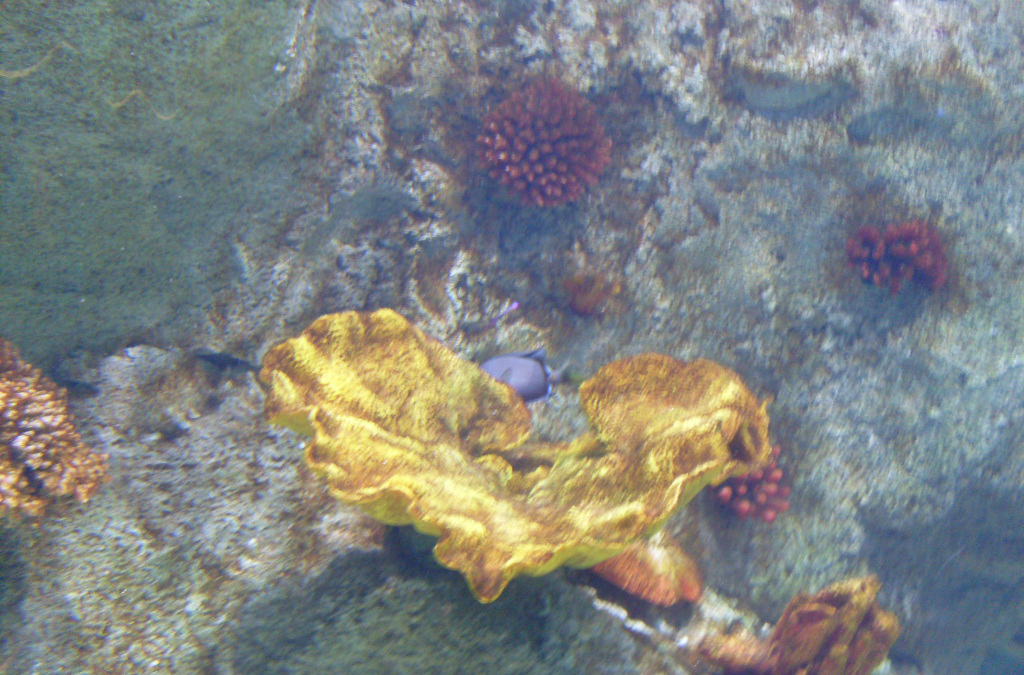
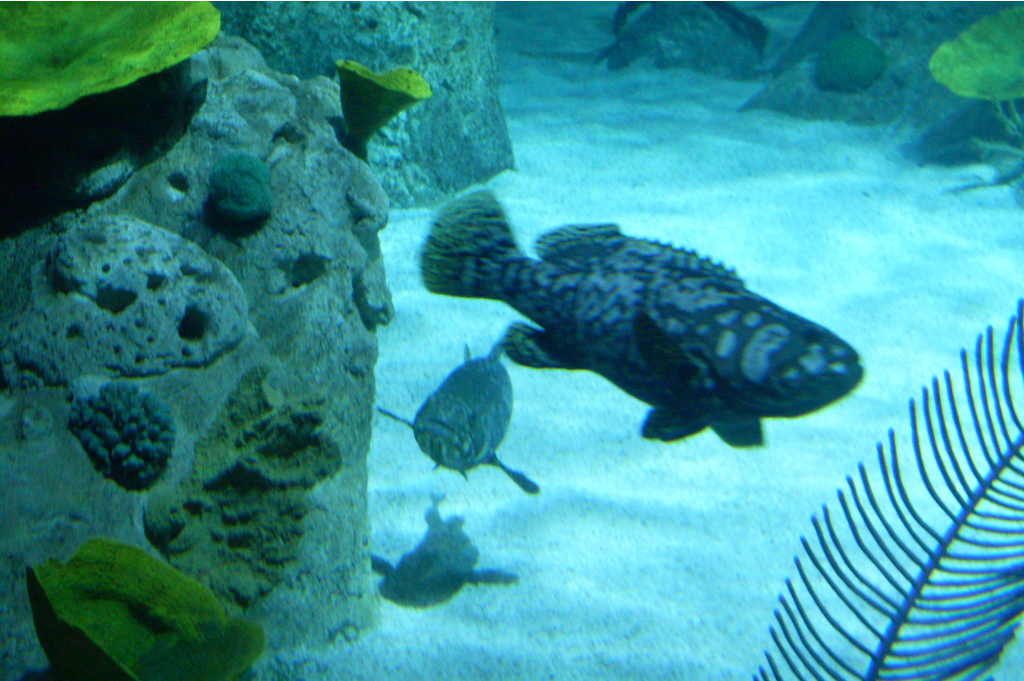
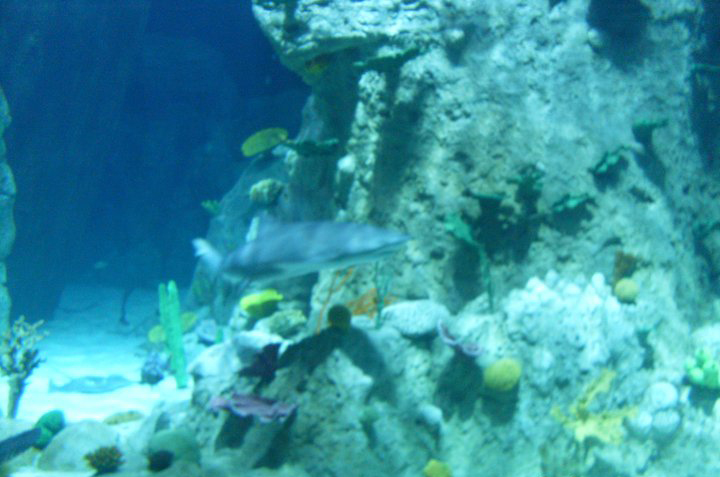
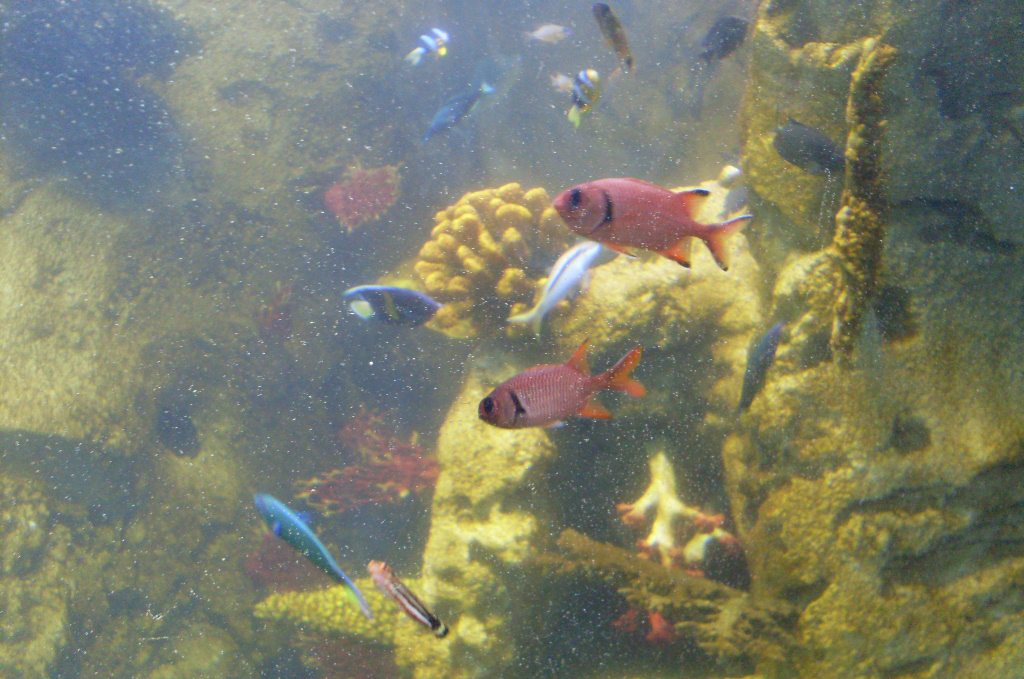
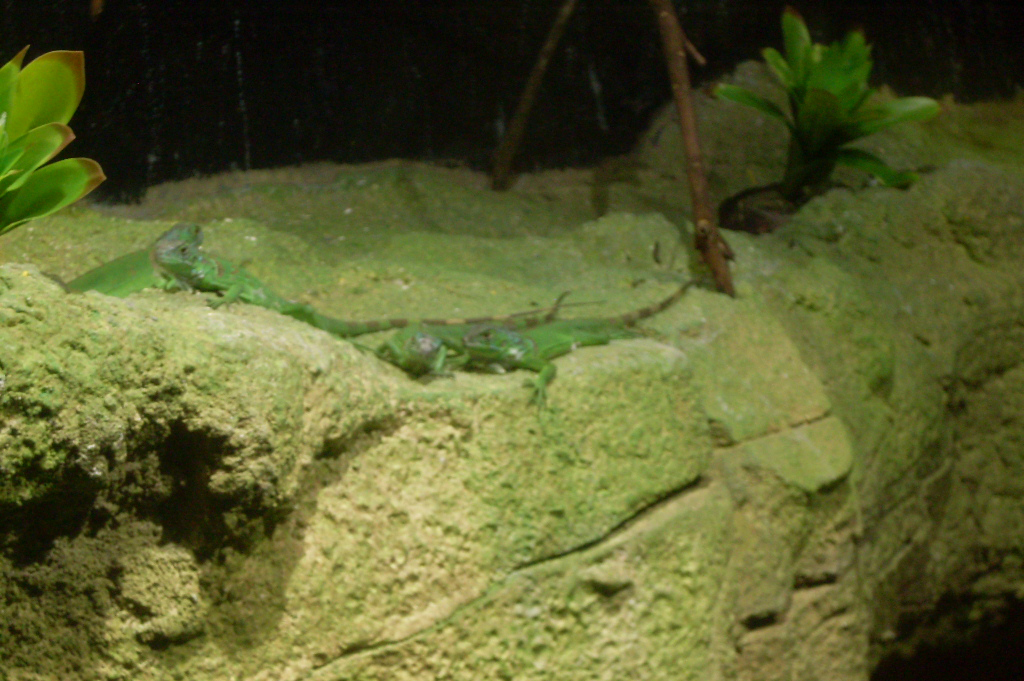
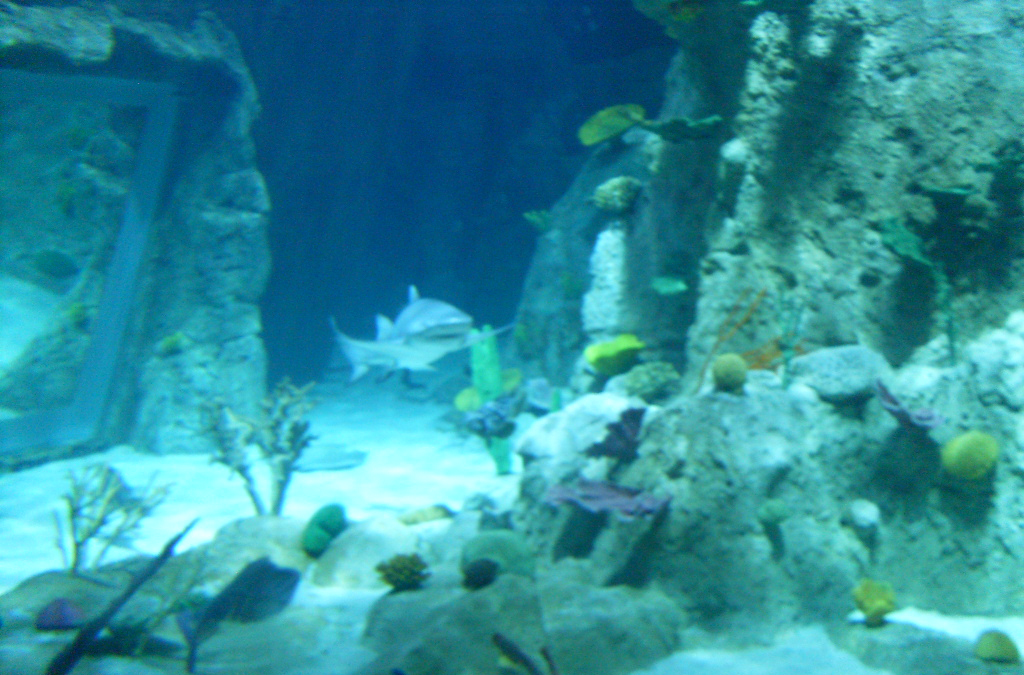
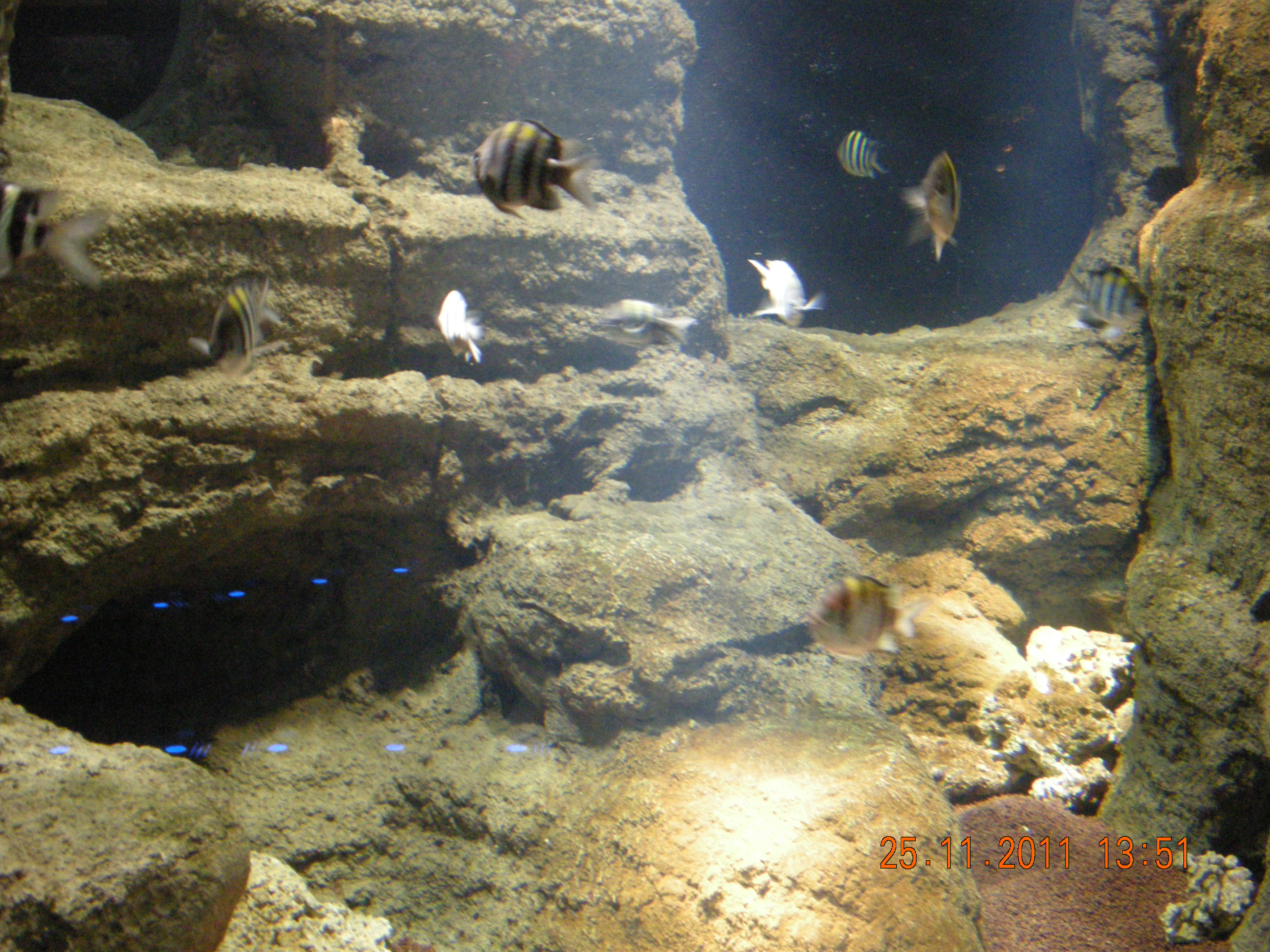
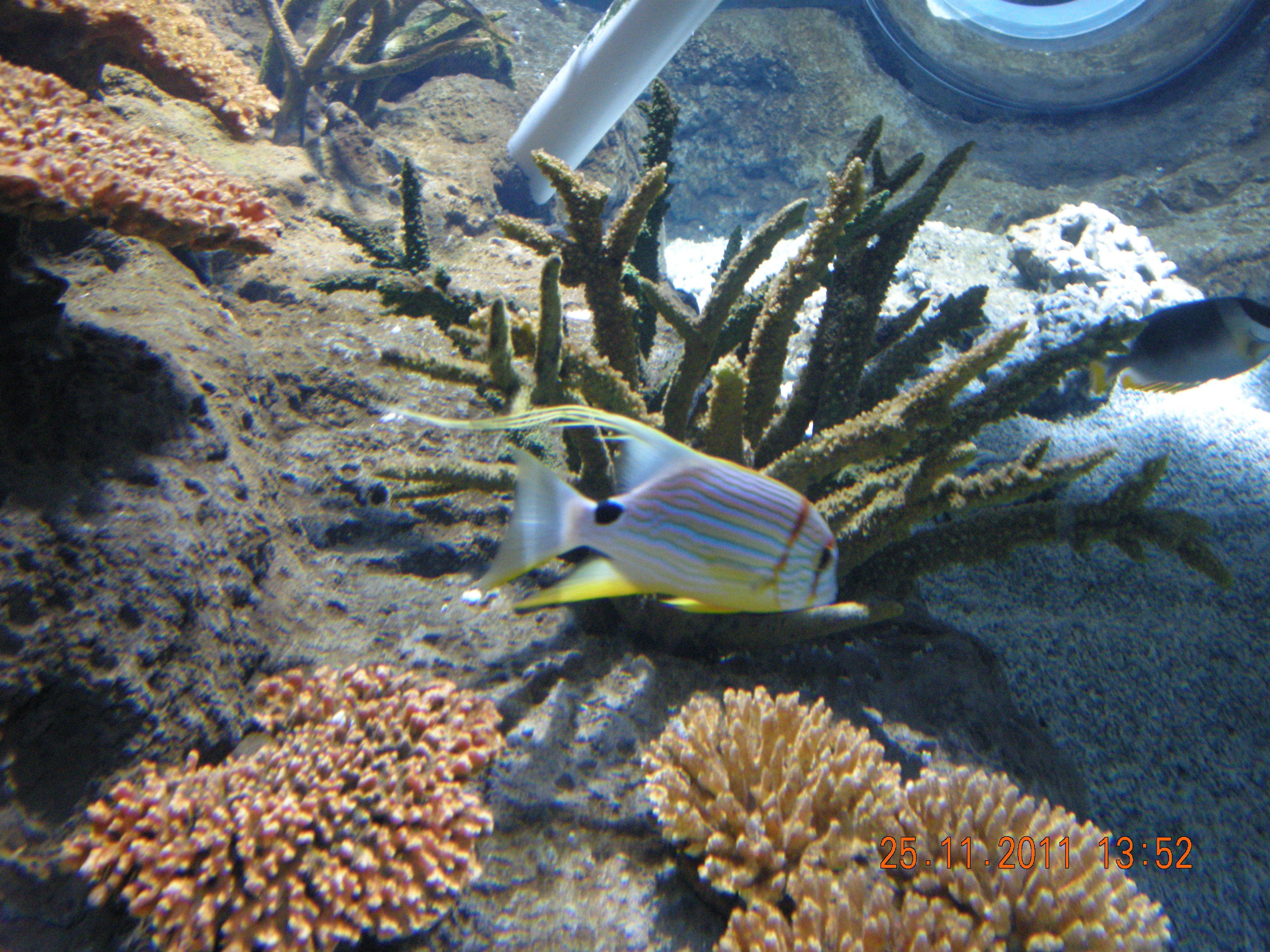
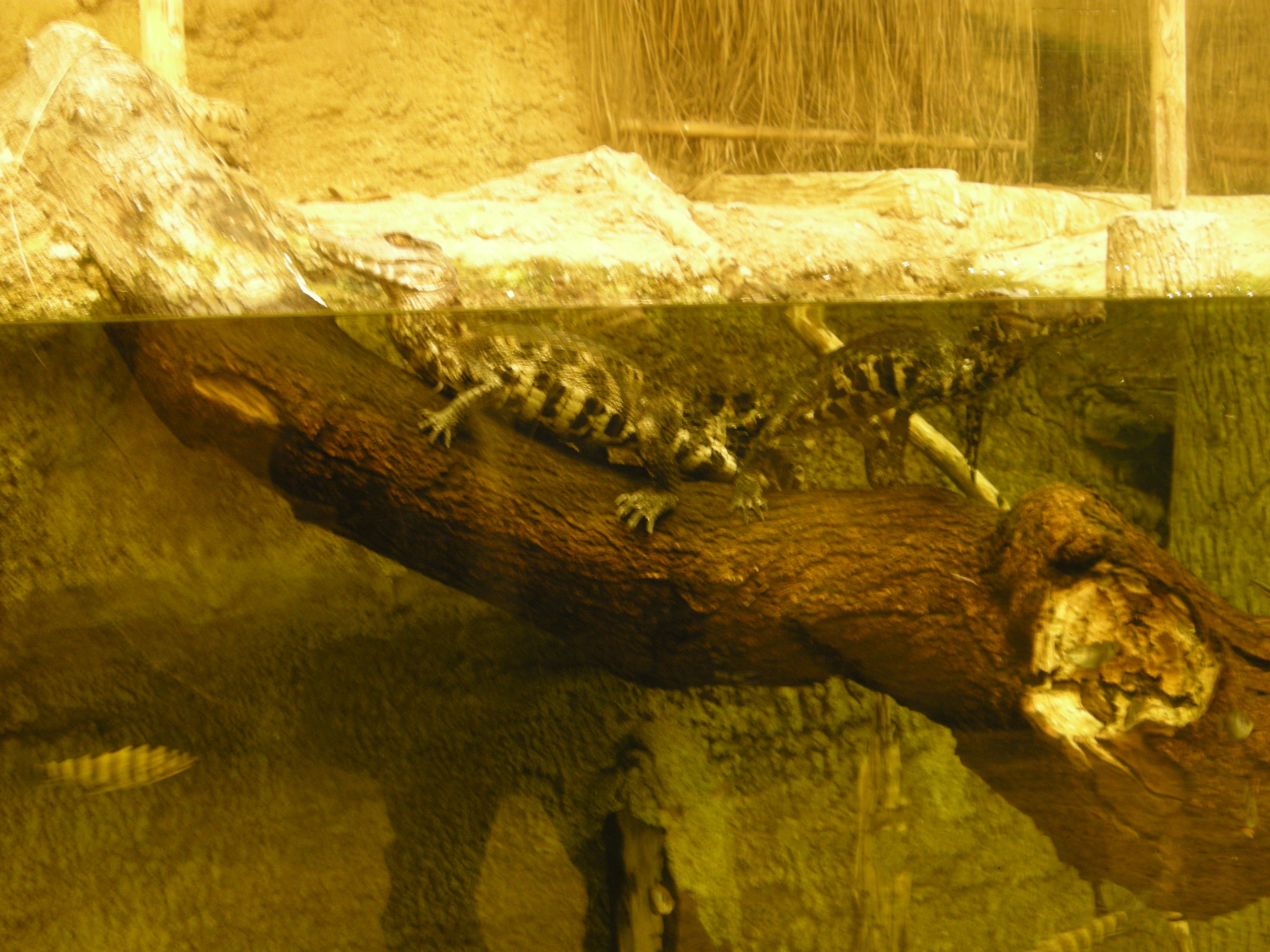
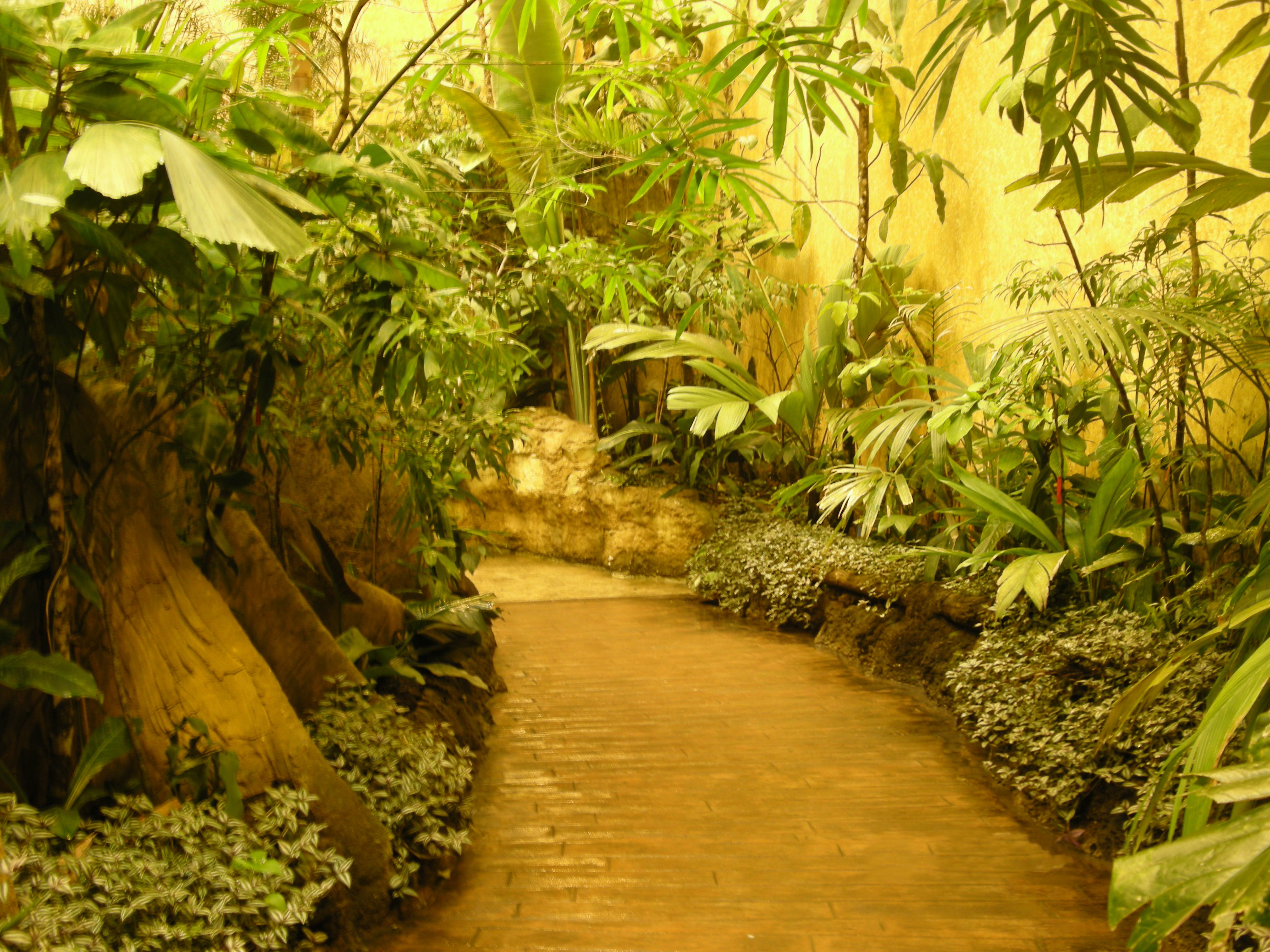
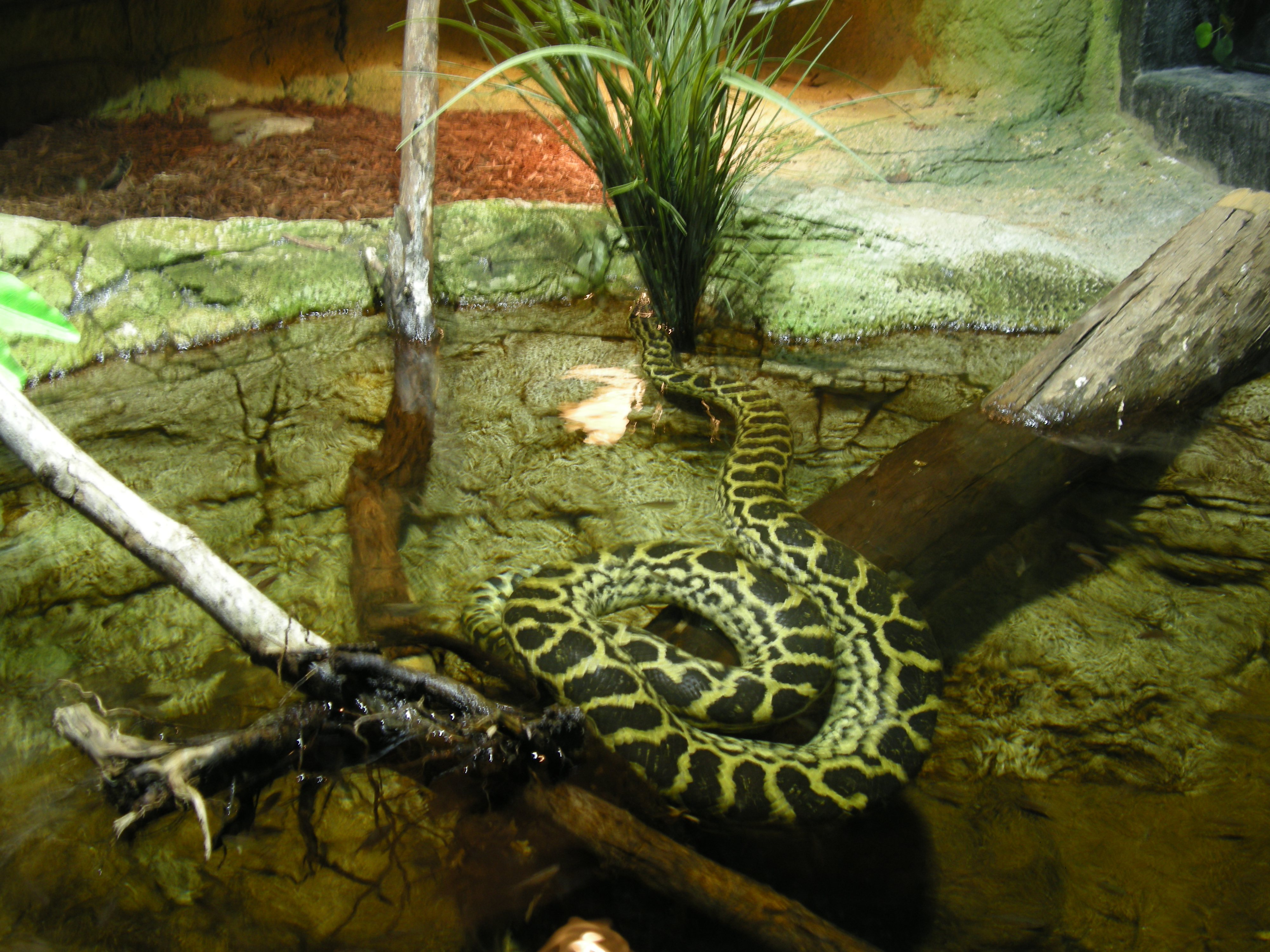
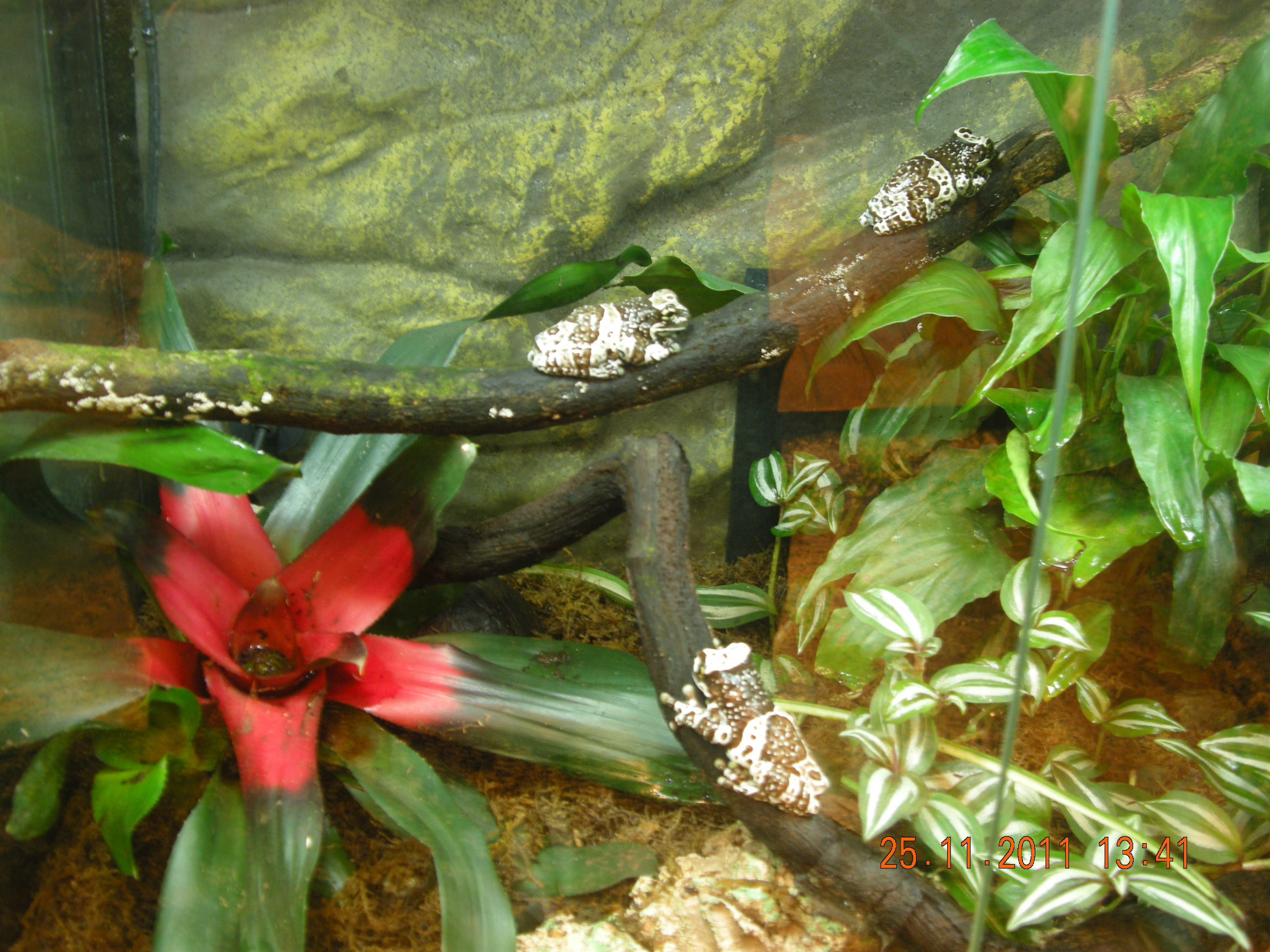